# Louis II xứ Anjou
Louis II (5 tháng 10 năm 1377 - 29 tháng 4 năm 1417) là Quốc vương của Napoli từ năm 1389 đến năm 1399 và Công tước xứ Anjou từ năm 1384 đến năm 1417. Ông là thành viên của Nhà Valois-Anjou.

## Tiểu sử
Sinh ra ở Toulouse, Louis II là con trai của Louis I xứ Anjou, Công tước xứ Anjou và Vua của Napoli trên danh nghĩa, và Marie xứ Blois. Ông được nhận thừa kế những vùng đất Angevin cho mình, bao gồm Provence, vào năm 1384, với đối thủ của ông, Charles của Durazzo, thuộc dòng Angevin cao cấp, cũng thuộc sở hữu của Napoli.
Hầu hết những người dân thị trấn ở Provence đã nổi dậy sau cái chết của cha ông. Mẹ ông sau đó đã nuôi một đội quân và họ đi từ thị trấn này sang thị trấn khác, để những người dân nhận được sự hỗ trợ. Louis được công nhận là Bá tước xứ Provence năm 1387. Ông thành lập một trường đại học ở Aix-en-Provence vào năm 1409.
Năm 1386, con trai của Charles của Durazzo, Ladislaus lúc còn nhỏ tuổi, đã bị trục xuất khỏi Napoli ngay sau khi cha ông qua đời. Louis II đã được trao vương miện của thành phố Naples bởi vị giáo hoàng chống đối người Avignon, Jean, vào ngày 1 tháng 11 năm 1389 và trị vì thành phố Naples vào 1 năm sau đó. Nhưng Louis đã bị lật đổ lần lượt bởi đối thủ của mình vào năm 1399.
Năm 1409, Louis giải phóng Rome khỏi sự chiếm đóng của Ladislaus; vào năm 1410, với tư cách là đồng minh của kẻ phản diện John XXIII, ông đã tấn công Ladislaus và đánh bại ông ta tại Roccasecca (1411). Cuối cùng Louis mất đi sự hỗ trợ của người Naples và phải nghỉ hưu. Yêu sách của ông đối với Napoli được truyền lại cho con trai ông, Louis III.
Ông kết hôn với người em họ của mình sau khi gặp Violant của Aragón (1384-1443) ở Arles vào năm 1400,giúp ông có khả năng kế thừa ngai vàng của Aragon thông qua quyền của bà. Cha của Yolande, Vua John I của Aragon đã qua đời năm 1396, và chú của Yolande là vua Martin I của Aragon qua đời năm 1410, càng khiến cho Yolande được tăng thêm bậc quyền kế vị.
Con trai của ông, Louis, ban đầu được hứa hôn với Catherine xứ Burgundy, con gái của John the Fearless, Công tước xứ Burgundy. Tuy nhiên, sau khi Công tước xứ Burgundy xúi giục một cuộc tấn công vào Dauphin của Pháp, Louis và vợ đã gia nhập phe Armagnac. Việc hứa hôn với Catherine đã bị từ chối, điều này gây ra sự thù hằn của Công tước xứ Burgundy.
Louis không có mặt trong Trận Agincourt, vì ông bị nhiễm trùng bàng quang. Sau trận chiến, ông trốn khỏi Paris để tham gia cùng vợ con tại Angers.
Louis II qua đời tại lâu đài Angers tại thị trấn Anjou và cũng được chôn cất luôn ở đó.

## Hậu duệ
Louis và Yolande có năm hậu duệ:
- Louis III của Anjou (1403-1434), Vua trên danh nghĩa của Naples và Công tước của Anjou.[1]
- René I (1409-1480), Vua của Naples và Công tước của Anjou.[1]
- Charles của Anjou (1414–1472), Bá tước của Mainé.[1]
- Marie xứ Anjou (1404–1463), kết hôn năm 1422 tại Bourges, với vua Charles VII của Pháp.[1]
- Yolande của Anjou (1412, Arles – 1440), kết hôn lần đầu với Philip I, công tước xứ Brabant, và lần thứ 2 năm 1431 với Francis I, Công tước Brittany.[1]